# Апофегма
Апофе́гма, апофте́гма (греч. ἀπόφθεγμα, от ἀποφθέγγομαι — «говорить напрямик») — краткое и меткое наставительное изречение, нравоучительная сентенция, синоним максимы или афоризма. Сборник апофегм называется апофегма́та.
Апофегма представляет собой краткий рассказ об остроумном, поучительном ответе или поступке великого человека — царя, полководца, философа (прежде всего на греческом или римском материале). В центре апофегмы обычно находится гипербола, парадокс, некая логическая неожиданность, вносящая новые штрихи в сложившееся представление о том или ином государственном деятеле, философе, писателе или эпохе. Апофегма явилась одним из основных книжных прообразов анекдота, скрещивание апофегмы с фольклорным анекдотом дало в итоге литературный анекдот.
Софроний Лихуд писал в «Риторике»: «…Сходится с умствованием апофегма, присно есть слово кратко, круговидно, сиречь сладко и разумно». Сборники апофегм, составленные из пересказов занимательных историй Плутарха, Овидия и других античных авторов, попали в Россию через польское культурное посредничество в конце XVI века и пользовались продолжительное время исключительной популярностью, особенно на протяжении XVIII века. Первоначально апофегмы переписывались, а с 1711 года и издавались.